# 艾伦·查德威克
艾伦·查德威克（英語：Allan Chadwick，？—），澳大利亚男子射击运动员。他曾代表澳大利亚参加1984年和1988年夏季残疾人奥林匹克运动会射击比赛，其中1984年夏季残奥会获得一枚金牌。